# Endemol Shine Group
Endemol Shine Group B.V. is een Nederlands-Britse productiemaatschappij die in 2015 ontstaan is door de samensmelting van het Nederlandse televisieproductiebedrijf Endemol en de Britse Shine Group van Elisabeth Murdoch. Deze B.V. is onderdeel van Banijay Benelux, dat onderdeel is van de beursgenoteerde Bandijay Group N.V.

## Overnames
Door de overname van 21st Century Fox door The Walt Disney Company in maart 2019, is deze laatste een van de aandeelhouders van de Endemol Shine, tezamen met Apollo. Het hoofdkantoor van Endemol Shine staat in Amsterdam. 
In oktober 2019 werd bekend dat Endemol Shine in 2020 zou worden overgenomen door de Franse Banijay Group.Door de overname wordt Banijay, die onder meer het programma Expeditie Robinson maakt, het grootste onafhankelijke tv-productiehuis ter wereld. Endemol Shine stond al anderhalf jaar te koop, maar meerdere partijen haakten af vanwege de hoge vraagprijs en de aanwezige schulden. Een van de aandeelhouders in Banijay is het Franse mediaconcern Vivendi SA.

## Activiteiten
In 2018 had Endemol Shine Group 700 producties lopen over 207 platformen en televisiekanalen. Enkele van de bekendste producties zijn Big Brother, The Voice,  MasterChef,  Peaky Blinders, Black Mirror, Humans, Grantchester en Tin Star.